# Poropuntius hampaloides
Poropuntius hampaloides är en fiskart som först beskrevs av Vinciguerra, 1890.  Poropuntius hampaloides ingår i släktet Poropuntius och familjen karpfiskar. IUCN kategoriserar arten globalt som otillräckligt studerad. Inga underarter finns listade i Catalogue of Life.